# ایباراکی، اوساکا
ایباراکی در استان اوساکا در کشور ژاپن  واقع شده‌است  که دارای جمعیت ۲۷۲٬۲۴۰ نفر و مساحت ۷۶٫۵۲ کیلومتر مربع با تراکم جمعیت ۳٬۵۵۸  نفر در کیلومترمربع است و در تاریخ ۱ ژانویه ۱۹۴۸ به عنوان شهر شناخته شد.